# Barilius tileo
Barilius tileo е вид лъчеперка от семейство Шаранови (Cyprinidae). Видът не е застрашен от изчезване.

## Разпространение
Разпространен е в Бангладеш, Индия (Аруначал Прадеш, Асам, Бихар, Джаркханд, Западна Бенгалия, Манипур, Мегхалая, Мизорам, Нагаланд, Сиким, Трипура и Утаракханд) и Непал.

## Описание
На дължина достигат до 30,5 cm.